# Spring Framework
O Spring é um framework open source para a plataforma Java criado por Rod Johnson e descrito em seu livro "Expert One-on-One: JEE Design e Development". Trata-se de um framework não intrusivo, baseado nos padrões de projeto inversão de controle (IoC) e injeção de dependência.
No Spring o container se encarrega de "instanciar" classes de uma aplicação Java e definir as dependências entre elas através de um arquivo de configuração em formato XML, inferências do framework, o que é chamado de auto-wiring ou ainda anotações nas classes, métodos e propriedades. Dessa forma o Spring permite o baixo acoplamento entre classes de uma aplicação orientada a objetos.
O Spring possui uma arquitetura baseada em interfaces e POJOs (Plain Old Java Objects), oferecendo aos POJOs características como mecanismos de segurança e controle de transações. Também facilita testes unitários e surge como uma alternativa à complexidade existente no uso de EJBs. Com Spring, pode-se ter um alto desempenho da aplicação.
Esse framework oferece diversos módulos que podem ser utilizados de acordo com as necessidades do projeto, como módulos voltados para desenvolvimento Web, persistência, acesso remoto e programação orientada a aspectos.